# 11239 Marcgraf
11239 Marcgraf è un asteroide della fascia principale. Scoperto nel 1960, presenta un'orbita caratterizzata da un semiasse maggiore pari a 2,5367396 UA e da un'eccentricità di 0,1784831, inclinata di 4,37876° rispetto all'eclittica.